# Pennellia
Pennellia é um género botânico pertencente à família Brassicaceae, com dez espécies aceitas.